# Championnats du monde de luge 2021
Navigation
Édition précédente Édition suivante
Les Championnats du monde de luge 2021 se déroulent du 29 janvier 2021 au 31 janvier 2021 à Königssee en (Allemagne) sous l'égide de la Fédération internationale de luge de course (FIL). Il y a sept titres à attribuer, deux pour les hommes (sprint + épreuve habituelle), deux pour les femmes (sprint + épreuve habituelle), deux pour le doubles (sprint + épreuve habituelle) et enfin un pour le relais mixte par équipes. Il s'agit d'une compétition annuelle (hors année olympique).
La Russie étant bannie par l'Agence mondiale antidopage de toute compétition internationale jusqu'en décembre 2022, les athlètes russes participeront sous le drapeau de leur fédération de luge.
Le calendrier des épreuves est le suivant :
- 29 janvier 2021 : Sprints
- 30 janvier 2021 : Hommes
- 30 janvier 2021 : Doubles
- 31 janvier 2021 : Femmes
- 31 janvier 2021 : Relais Mixte

## Tableau des médailles
| Rang | Nation                        | Or | Argent | Bronze | Total |
| ---- | ----------------------------- | -- | ------ | ------ | ----- |
| 1    | Allemagne                     | 4  | 5      | 3      | 12    |
| 2    | Autriche                      | 2  | 0      | 2      | 4     |
| 3    | RFL : Russian Federation Luge | 1  | 1      | 0      | 2     |
| 4    | Lettonie                      | 0  | 1      | 2      | 3     |

## Podiums
| Épreuves                | Or                                                     | Argent                                               | Bronze                                                               |
| ----------------------- | ------------------------------------------------------ | ---------------------------------------------------- | -------------------------------------------------------------------- |
| Hommes                  | RFL Roman Repilov                                      | Felix Loch                                           | David Gleirscher                                                     |
| Sprint Hommes           | Nico Gleirscher                                        | RFL Semen Pavlichenko                                | David Gleirscher                                                     |
| Doubles                 | Allemagne Toni Eggert Sascha Benecken                  | Allemagne Tobias Wendl Tobias Arlt                   | Lettonie Andris Šics Juris Šics                                      |
| Sprint Doubles          | Allemagne Tobias Wendl Tobias Arlt                     | Lettonie Andris Šics Juris Šics                      | Allemagne Toni Eggert Sascha Benecken                                |
| Femmes                  | Julia Taubitz                                          | Natalie Geisenberger                                 | Dajana Eitberger                                                     |
| Sprint Femmes           | Julia Taubitz                                          | Anna Berreiter                                       | Dajana Eitberger                                                     |
| Relais mixte par équipe | Autriche Madeleine Egle David Gleirscher Steu / Koller | Allemagne Julia Taubitz Felix Loch Eggert / Benecken | Lettonie Kendija Aparjode Kristers Aparjods Andris Šics / Juris Šics |